# Praseodym(III)-sulfat
Praseodym(III)-sulfat (Pr2(SO4)3) ist ein Salz des Seltenerd-Metalls Praseodym mit Schwefelsäure. Es bildet als Octahydrat grüne monokline Kristalle.

## Darstellung

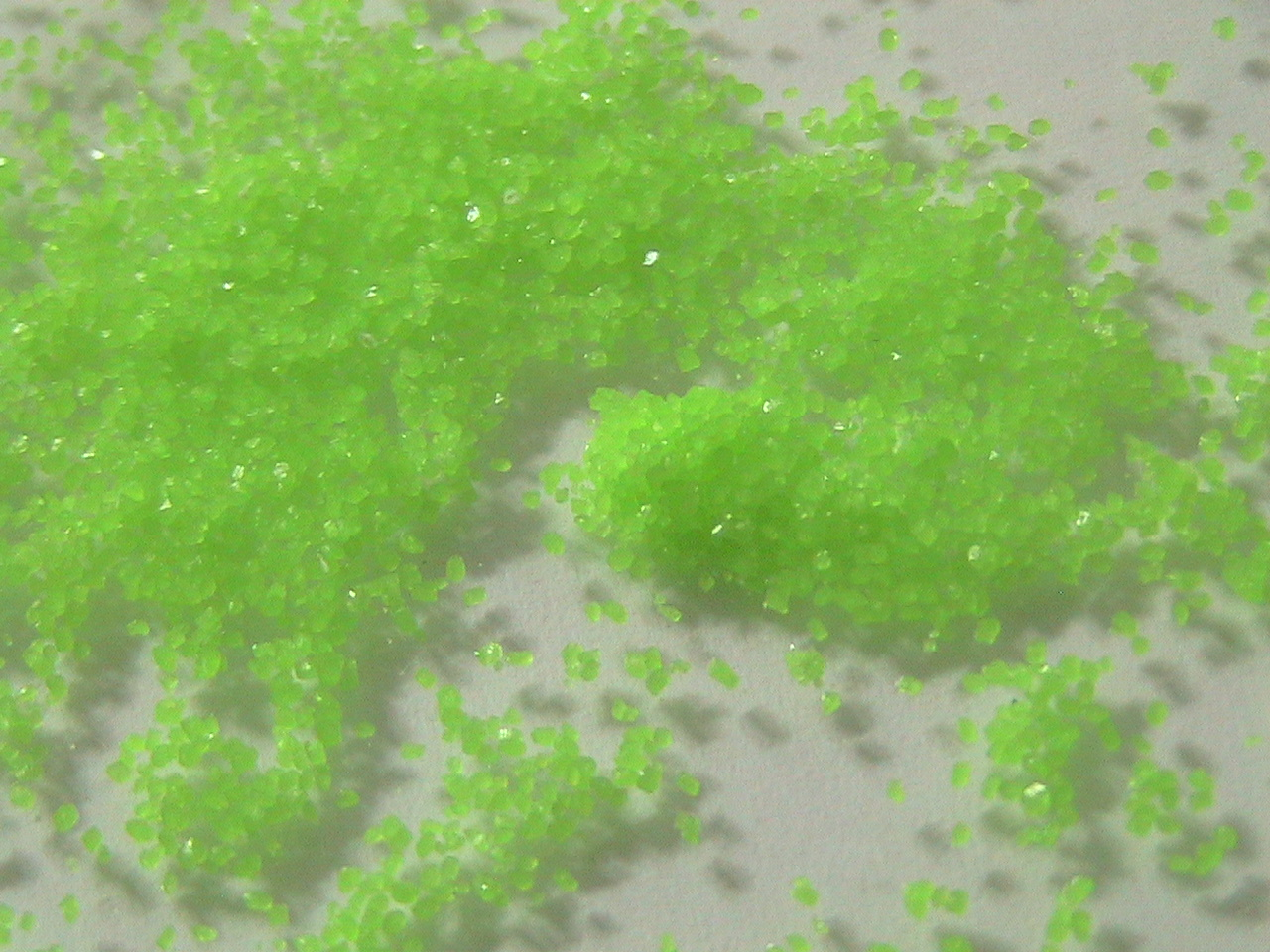
Praseodym(III)-sulfat Octahydrat

Kristalle des Octahydrats können aus Lösungen gezüchtet werden, die durch Auflösen von angefeuchtetem Pr2O3-Pulver mit Schwefelsäure erhalten werden. Dieser Vorgang kann durch Verdunstungs- bzw. Auflösungsschritte unter Beteiligung von Methanol und geringen Mengen 2,2′-Bipyridin optimiert werden.

## Eigenschaften
Praseodym(III)-sulfat ist unter Normalbedingungen stabil. Bei erhöhten Temperaturen verliert es allmählich das Kristallwasser, wird dabei blasser und als wasserfreies Pr2(SO4)3 schließlich farblos.
Das Octahydrat kristallisiert monoklin in der Raumgruppe C2/c (Raumgruppen-Nr. 15) mit den Gitterparametern a = 1370 pm, b = 686 pm, c = 1845 pm und β = 102,8° sowie vier Formeleinheiten pro Elementarzelle. Wie alle Seltenerdmetallsulfate ist auch das Praseodymsulfat in heißem Wasser schwerer löslich als in kaltem. Beim Erhitzen einer gesättigten Lösung kristallisiert ein Teil somit aus.
Ferner ist ein Pentahydrat bekannt.